# Doraemon: Kỉ niệm về bà
Obāchan no Omoide (Nhật: おばあちゃんの思い出) hay còn được biết với tên tiếng Việt chính thức là Kỉ niệm về bà hay Hồi ức về bà là một bộ phim ngắn anime thuộc thể loại khoa học viễn tưởng và gia đình sản xuất năm 2000. Phim được thực hiện bởi đạo diễn Watanabe Ayumu với phần kịch bản do Fujimoto Nobuyuki và nguyên tác thuộc về họa sĩ Fujiko F. Fujio. Đây là phim ngắn thứ tư của anime Doraemon bắt nguồn từ một chương truyện tranh ngắn do tác giả Fujiko F. Fujio sáng tác nằm trong tankōbon thứ 4 do nhà xuất bản Shogakukan ấn hành. Nội dung truyện phim kể về chuyến du hành về quá khứ của Nobita thăm thăm người bà quá cố của cậu và nhìn lại những ký ức ngày xưa đã qua. Phim được công chiếu vào ngày 4 tháng 3 năm 2000 cùng thời điểm với với Nobita và truyền thuyết vua Mặt Trời và Chuyến tàu lửa tốc hành.
Sau khi công chiếu tại Nhật Bản, Toho đã phân phối Obāchan no Omoide dưới định dạng băng VHS và DVD. Chuyển thể truyện tranh điện ảnh màu được Shogakukan phát hành vào ngày 25 tháng 8 năm 2000 dưới ấn hiệu Tentomushi Comics. Không chỉ được đánh giá là một trong 30 câu chuyện cảm động nhất trong Doraemon, Obāchan no Omoide còn đoạt giải Mainichi Film Award lần thứ 55 cho hạng mục Phim hoạt hình xuất sắc nhất và đạt danh hiệu Giải bạc xuất sắc của Giải Golden Gross lần thứ 18 năm 2000. Tại Việt Nam, phim được giới thiệu lần đầu qua phiên bản manga của Nhà xuất bản Kim Đồng.

## Nội dung
Nobita tình cờ thấy được con gấu bông mà hồi nhỏ bà đã tặng cho cậu hồi bà còn sống trong một thùng rác. Nobita nhặt nó lên và đem về tưởng nhớ về quá khứ êm đềm cùng bà sống. Rồi bỗng dưng cậu thấy nhớ bà và muốn được nhìn thấy bà thêm lần nữa. Cậu đã cùng với Doraemon dùng Cỗ máy thời gian trở về quá khứ để tìm gặp bà. Bà rất thương Nobita và luôn bảo vệ cậu. Thế nhưng Nobita lúc ấy còn nhỏ không hiểu chuyện nên đã bao lần hờn dỗi, đuổi bà đi khiến Nobita hiện tại tức giận mắng cậu nhưng mẹ Nobita lúc trẻ xuất hiện đuổi cậu đi do không biết đây là Nobita khi trưởng thành. Rồi đột nhiên có một con chó đến tha đi con gấu bông bà tự làm cho cậu. Nobita (hiện tại) đã lấy lại được nó nhưng trong tình trạng hư hỏng. Rồi Jaian và Suneo (lúc nhỏ) lấy nó đi và đưa cho Nobita (lúc nhỏ). Rồi Nobita (hiện tại) trở về nhà trong căn phòng của bà. Ở đây Nobita đã gặp được bà và bà tin Nobita (hiện tại) chính là cháu của mình. Nobita xúc động và cảm thấy hạnh phúc trong vòng tay của bà.

## Sản xuất
| Ōyama Nobuyo                             | Doraemon      |
| Ohara Noriko Ohmoto Makiko (lúc nhỏ)     | Nobita        |
| Nomura Michiko Sakuma Rei (lúc nhỏ)      | Shizuka       |
| Kazuya Tatekabe Kujira (lúc nhỏ)         | Jaian         |
| Kimotsuki Kaneta Seki Tomokazu (lúc nhỏ) | Suneo         |
| Chijimatsu Sachiko                       | Mẹ Nobita     |
| Takamura Akiko                           | Bà của Nobita |

"Obāchan no Omoide" (tạm dịch "Kỉ niệm về bà") ban đầu do họa sĩ Fujiko F. Fujio sáng tác đăng trên tạp san Shōgaku Sannensei của nhà xuất bản Shogakukan vào số phát hành tháng 11 năm 1970. Chương này được đưa vào tập 4 của loạt truyện phát hành ngày 31 tháng 10 năm 1974. Trước khi dựng thành phim ngắn chiếu rạp năm 2000, tác phẩm đã ba lần được chuyển thể thành phiên bản anime truyền hình loạt phim 1979: phiên bản đầu tiên phát sóng ngày 10 tháng 6 năm 1973, phiên bản thứ hai phát sóng ngày 15 tháng 7 năm 1979 và lần ba vào ngày 3 tháng 1 năm 1986. Sau đó vẫn tiếp tục được chuyển thể thành anime truyền hình trong loạt phim 2005: phiên bản đầu tiên phát sóng ngày 30 tháng 6 năm 2006 và phiên bản thứ hai phát sóng ngày 24 tháng 6 năm 2011. Dù được làm lại nhưng tập phim vẫn đạt rating 10.2%, xếp hạng 3 trong các phim có lượt người xem cao nhất trong tuần tại Nhật Bản. Ca khúc chủ đề phim là "Hagushiyou" (ハグしよう) do Takekawa Yukihide và T's Company phối hợp trình bày. Sau đó được Nippon Columbia đóng gói phát hành dưới định dạng đĩa CD gồm 4 bài hát đính kèm phát hành vào 18 tháng 3 năm 2000. Về sau truyện phim được mở rộng thành tác phẩm điện ảnh 3D bởi Yamazaki Takashi mang tên Stand by Me Doraemon 2 được phát hành vào ngày 20 tháng 11, 2020 tại Nhật Bản, và vào ngày 17 tháng 12, 2021 tại Việt Nam.